# Heinrich von Schönburg
Heinrich Gottlob Otto Ernst Graf von Schönburg (* 14. Dezember 1794 auf Schloss Quolsdorf bei Hähnichen; † 12. März 1881 in Glauchau) war Besitzer der Herrschaften Hinterglauchau und Rochsburg sowie Abgeordneter im Landtag des Königreichs Sachsen.

## Biografie
Der Sohn von Graf Gottlob Carl Ludwig von Schönburg (1762–1842) und dessen Frau Ferdinande Henriette, geb. Gräfin zu Hochberg-Rohnstock (1767–1836), studierte zunächst Kameralwissenschaften in Leipzig, brach sein Studium 1814 jedoch ab um als Offizier im Landwehrbataillon „Schönburg“ gegen Napoleon Bonaparte zu kämpfen. 
Im März 1820 heiratete Heinrich Prinzessin Marie Clementine von Schönburg-Waldenburg, mit ihr hatte er drei Söhne und eine Tochter. Am 1. Mai 1837 verkaufte ihm sein Vater die Herrschaft Hinterglauchau, 1842 erbte er nach dem Tod seines Vaters Schloss Wechselburg, die Hälfte der Herrschaft Rochsburg sowie Schloss Gusow. Bereits um 1857 galt offiziell die Ehefrau Marie Grafin Schönburg, geborene Fürstin zu Schönburg, als Eigentümerin der Besitzung Gusow. Im November 1858 kaufte Graf Heinrich von Schönburg das Rittergut und Schloss Netzschkau, wo er einen Park anlegen ließ. 1868 erbte er die andere Hälfte der Herrschaft Rochsburg. Am 29. Oktober 1878 trat Heinrich die letzten Sonderrechte der bis 1740 reichsunmittelbaren schönburgischen Besitzungen an das Königreich Sachsen ab.
Auf den Landtagen 1857/58, 1871/73 und 1877/78 vertrat er als Bevollmächtigter die vier Schönburgischen Lehnsherrschaften in der I. Kammer des Sächsischen Landtages.
Erbe der Begüterungen wurde der Sohn Erlaucht Klemens Richard von Schönburg-Hinterglauchau (1829–1900), Mitglied des Preußischen Herrenhauses. 

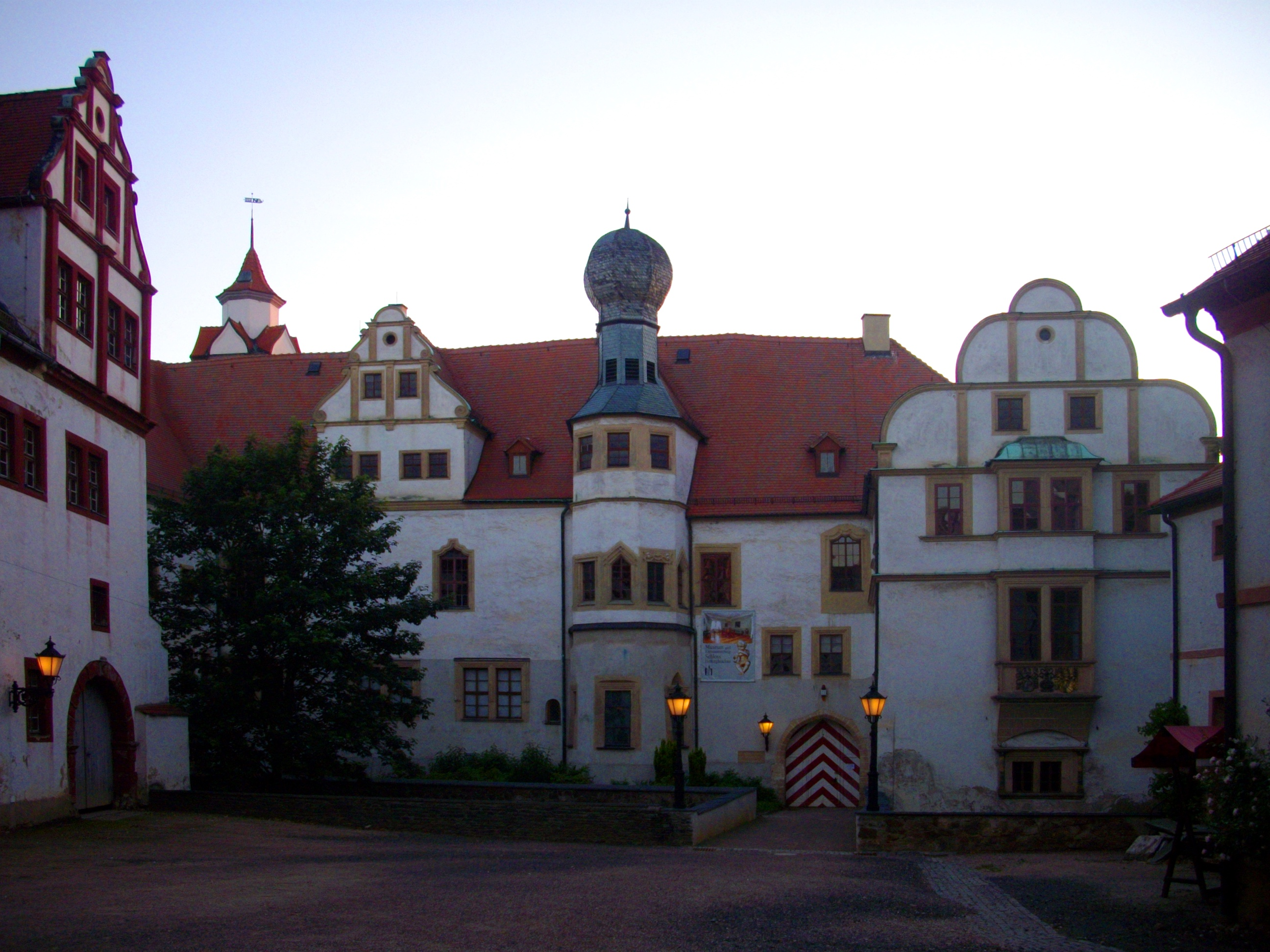
Schloss Hinterglauchau
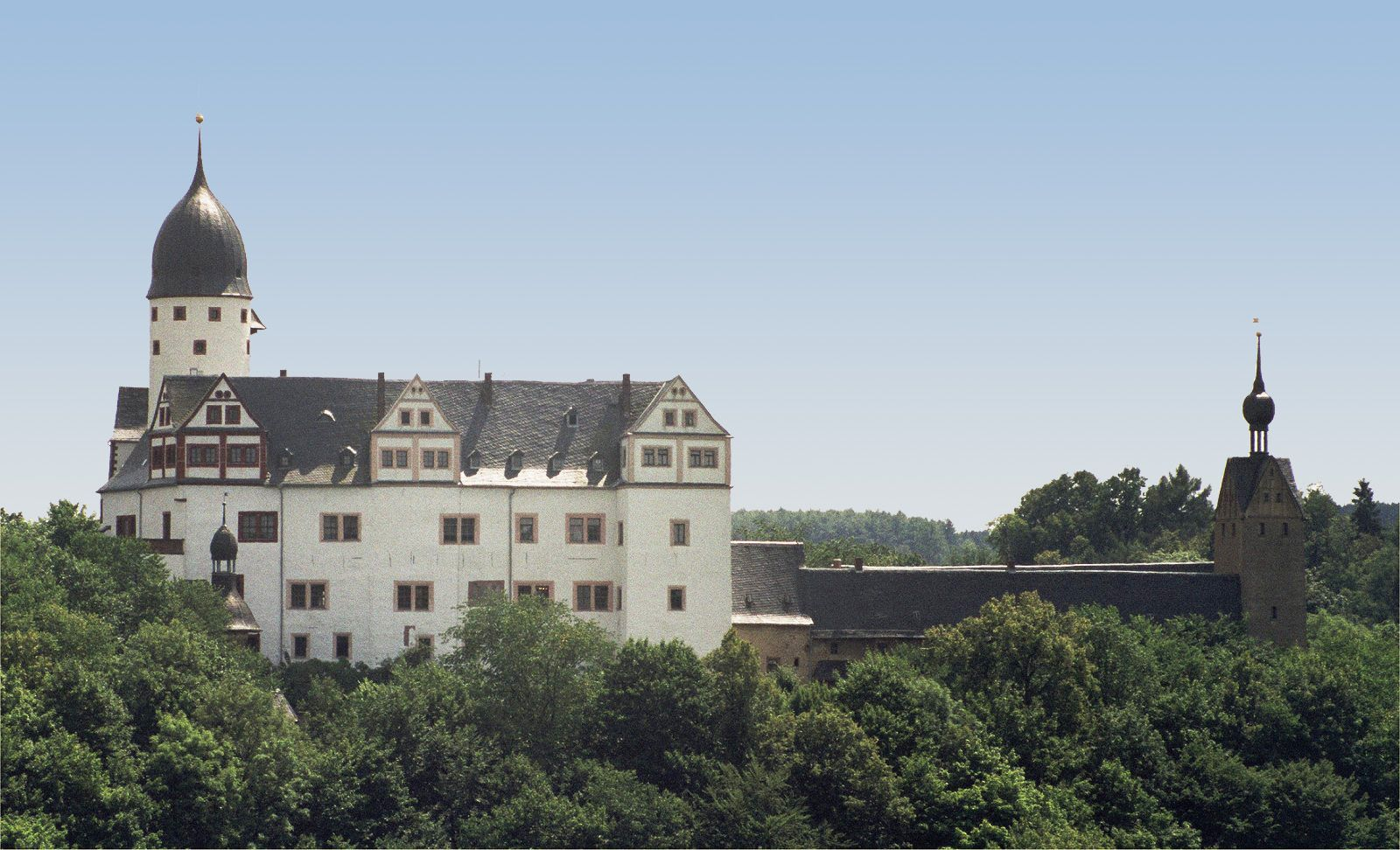
Schloss Rochsburg
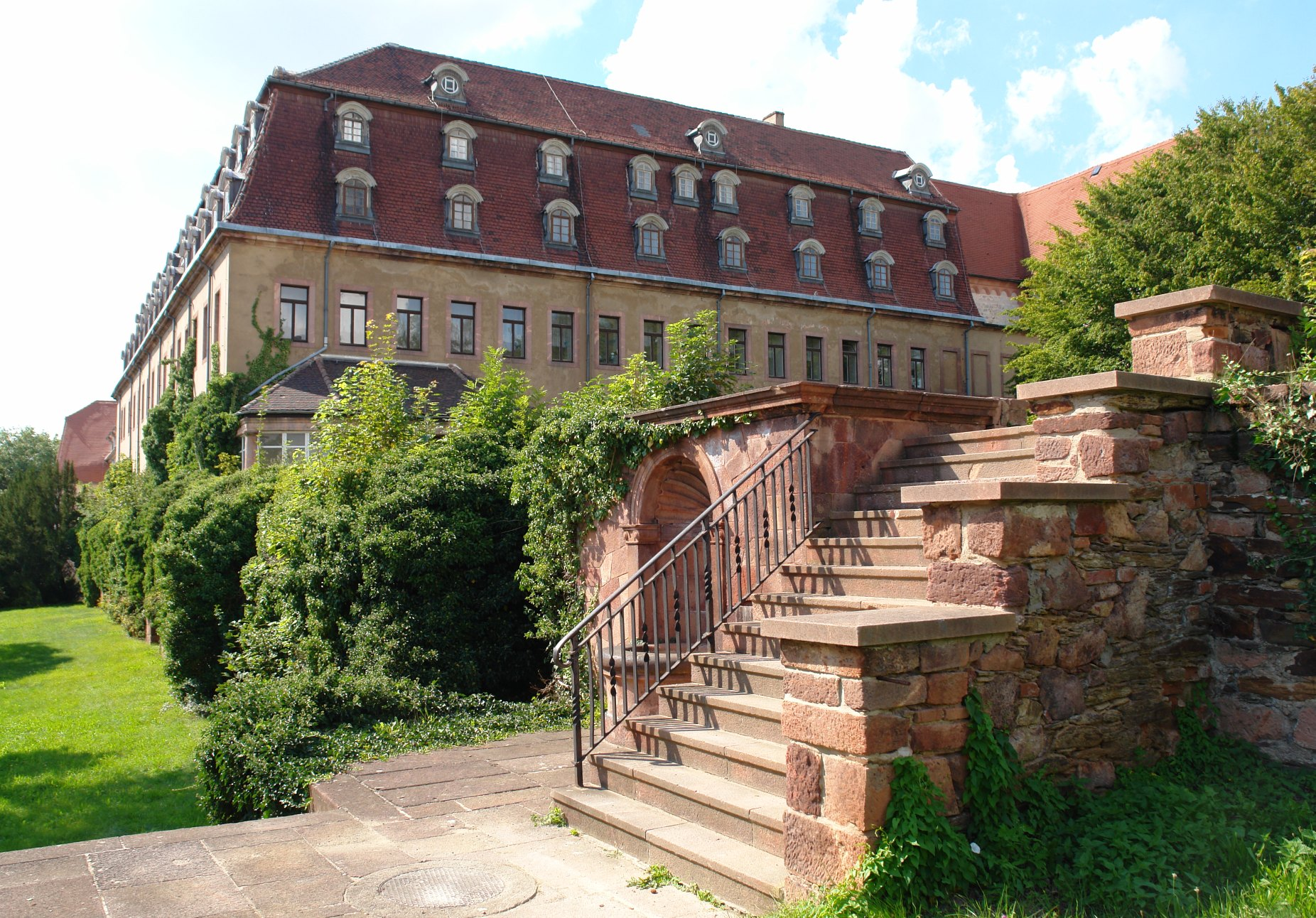
Schloss Wechselburg
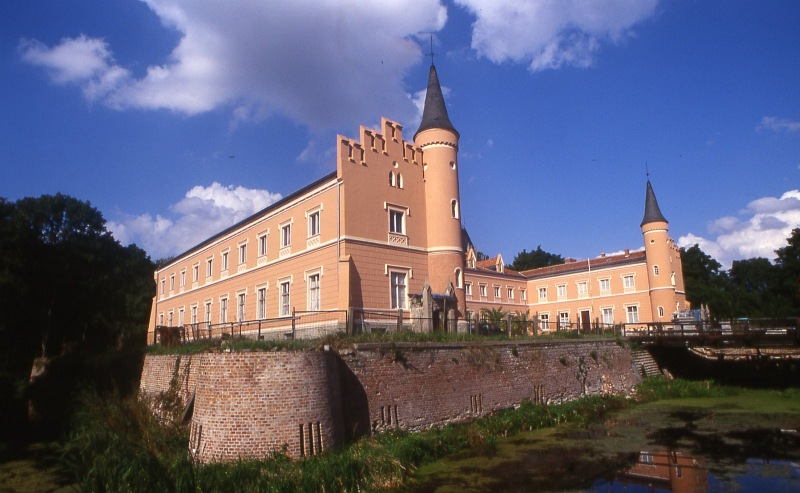
Schloss Gusow
Schloss Netzschkau